# Нидерстригис
Нидерстригис (њем. Niederstriegis) општина је у њемачкој савезној држави Саксонија. Једно је од 61 општинског средишта округа Средња Саксонија. Према процјени из 2010. у општини је живјело 1.302 становника. Посједује регионалну шифру (AGS) 14522410.

## Географски и демографски подаци
Нидерстригис се налази у савезној држави Саксонија у округу Средња Саксонија. Општина се налази на надморској висини од 249 метара. Површина општине износи 14,8 km². У самом мјесту је, према процјени из 2010. године, живјело 1.302 становника. Просјечна густина становништва износи 88 становника/km².